# Ruta 811 (Costa Rica)
La Ruta 811, oficialmente Ruta Nacional Terciaria 811, es una ruta nacional de Costa Rica ubicada en la provincia de Limón.

## Descripción
En la provincia de Limón, la ruta atraviesa el cantón de Guácimo (el distrito de Río Jiménez).